# کانون زمین‌لرزه

کانون ژرفی در جایگاه رخ‌داد زمین‌لرزه و زیر مرکز سطحی زمین‌لرزه در رویهٔ زمین، قرار گرفته است.

کانون زمین‌لرزه، کانون ژرفی یا هایپوسنتر (به انگلیسی: Hypocenter) نقطه‌ای است که در آن انرژی کرنشی انباشته‌شده در سنگ نخستین‌بار آزاد شده و گسل آغاز به گسیختگی می‌کند. این رویداد در ژرفای زیر مرکز سطحی زمین‌لرزه رخ می‌دهد.
ژرفای زمین‌لرزه را می‌توان با کمک سنجش‌های پدیدهٔ امواج لرزه‌ای اندازه‌گیری نمود. همچون تمامی پدیده‌های وابسته به امواج در فیزیک، این محاسبات نیز دارای خطایی‌است که با بالارفتن طول موج افزایش می‌یابد، لذا تعیین ژرفای زمین‌لرزهٔ خاستگاه این امواج با طول‌موج بلند (فرکانس کوتاه) بسی دشوار است. زمین‌لرزه‌های خیلی شدید بخش بزرگی از رهاسازی انرژی‌شان را با انتشار امواج لرزه‌ای با طول موج‌های خیلی بالا محقق می‌کنند و بنابراین زلزله قوی‌تر با آزادسازی انرژی از تودهٔ سنگی بزرگ‌تری سروکار دارد.